# Petalolyma formosana
Petalolyma formosana är en insektsart som beskrevs av Yang 1984. Petalolyma formosana ingår i släktet Petalolyma och familjen spetsbladloppor. Inga underarter finns listade i Catalogue of Life.